# Andreas Babler
Andreas Babler (Mödling, 25 de febrero de 1973) es un político austriaco que se desempeña como Vicecanciller y Ministro de Vivienda, Arte, Cultura,
Medios de Comunicación y Deporte de Austria desde 2025. También es presidente del Partido Socialdemócrata de Austria y fue alcalde de la ciudad y municipio de Traiskirchen. También es miembro del Consejo Federal de Austria y ha sido designado presidente de la comisión de reforma del Partido Socialdemócrata de Baja Austria.

## Biografía

### Primeros años
Babler creció en una familia de clase trabajadora Semperit en Möllersdorf, parte del municipio de Traiskirchen. Fue a la escuela técnica en Mödling y posteriormente trabajó como instalador, como obrero de almacén y en una planta embotelladora de agua mineral.
Después de comenzar su carrera en la política, estudió comunicación política en la Universidad de Educación Continua de Krems (MSc).

### Carrera política
En 1989 se unió a la Juventud Socialista de Austria, donde ascendió a secretario.
En 1995 se convirtió en miembro del consejo municipal de Traiskirchen. Se convirtió en alcalde de Traiskirchen en 2014. En su primera elección obtuvo el mejor resultado electoral para el SPÖ en Traiskirchen desde 1945: 73,1%, un aumento del 4,2 %.
Ha recibido atención regular a nivel nacional debido al campo de refugiados de Traiskirchen, el campo de refugiados más grande de Austria y uno de los más grandes de Europa.
En las elecciones provinciales de Baja Austria de 2023, Babler recibió 20 000 votos preferenciales. Traiskirchen fue una de las pocas ciudades con aumentos para el SPÖ. Posteriormente a este éxito, fue nombrado presidente de una comisión de reforma del Partido Socialdemócrata de Baja Austria.
Tras su éxito en las elecciones provinciales de Baja Austria en 2023, Babler fue nombrado miembro de la cámara alta del Parlamento austriaco, el Consejo Federal (Bundesrat), como representante de Baja Austria en marzo de 2023.
El 23 de marzo de 2023, Babler anunció su candidatura para las elecciones de liderazgo del Partido Socialdemócrata de Austria de 2023 como candidato sorpresa. Los resultados de la elección de miembros se anunciaron el 22 de mayo de 2023 y Babler quedó en segundo lugar con el 31,5 % de los votos. Babler y otros miembros del partido solicitaron que se realizara una segunda vuelta entre los miembros del partido entre él y Hans Peter Doskozil, que llegó primero con el 33,7 %, pero la dirección del SPÖ decidió en una votación de 25-22 en contra. En cambio, se llevó a cabo una elección para el presidente del partido con los candidatos Doskozil y Babler entre 603 delegados en un congreso extraordinario del partido el 3 de junio de 2023. Según el primer escrutinio del 3 de junio de 2023, Doskozil se impuso a Babler con el 53% frente al 47% de los votos. Como se volvió a contar el 5 de junio de 2023, se constató que durante el primer escrutinio, los votos a favor de Babler se habían atribuido erróneamente a Doskozil y que, viceversa, los votos a favor de Doskozil se habían atribuido erróneamente a Babler. Babler aceptó su elección como líder del partido el 6 de junio de 2023.